# Pismo wielkopieczęciowe
Pismo wielkopieczęciowe (jap. daiten) – rodzaj chińskiego pisma używany w Chinach za czasów dynastii Zhou, w XII–III w. p.n.e. Wyewoluowało ono z wcześniejszych form znaków, takich jak napisy na kościach wróżebnych i napisy na brązach. 
Termin Dàzhuàn został ukuty za czasów dynastii Han jako nazwa znaków, które dały początek ujednoliconemu pismu małopieczęciowemu w państwie Qin, które podbiło całe Chiny i utworzyło cesarstwo. Badacze chińskiego pisma uważają jednak nadaną na zasadzie analogii nazwę Dàzhuàn za nieprecyzyjną, bo obejmuje ona zbyt długi okres historyczny.
Wiadomo, że ogniwem pośrednim między pismem wielko- a małopieczęciowym w państwie Qin był rodzaj pisma nazwany Zhòuwén (籀文), od historyka nazwiskiem Zhoù (籀), który ok. 800 r. p.n.e. skompilował księgę Shĭzhoùpiān (史籀篇). Dzieło to zaginęło; był to najprawdopodobniej wzornik, który składał się z 15 rozdziałów i wyliczał 223 znaki. 
Późniejsi chińscy uczeni błędnie uznawali Shĭzhoùpiān za standaryzację pisma za czasów dynastii Zhou (周) (w chińskiej historiografii okres podbojów państwa Qin przed ustanowieniem cesarstwa, zalicza się właśnie do epoki Zhou). Błąd ten popełnił m.in. Xu Shen, który uznał Shĭzhoùpiān za standaryzację, o czym napisał w przedmowie do swojego dzieła Shuowen Jiezi z początku II w. n.e. Błąd ten skorygował Táng Lán (唐蘭). Zhòuwén uważa się zatem za jeden z rodzajów pisma wielkopieczęciowego. 